# Seznam finalistů Česko Slovenské SuperStar
Česko Slovenská SuperStar je hudební televizní soutěž s prvky reality show, kterou vytvořil Simon Fuller. V Česku ji vysílá Nova a na Slovensku Markíza. Soutěž vychází z britské verze Pop Idol, která se vysílá všude na světě. V Česku i na Slovensku začaly napřed odděleně tři ročníky, v roce 2009 došlo ke sloučení.

## Seznam finalistů
| Rok  | Finalisté                              |
| 2009 | Martin Chodúr – Miroslav „Miro“ Šmajda |
| 2011 | Lukáš Adamec – Gabriela Gunčíková      |
| 2013 | Sabina Křováková – Štefan Pčelár       |
| 2015 | Emma Drobná – Štěpán Urban             |
| 2018 | Tereza Mašková – Eliška Rusková        |
| 2020 | Barbora Piešová - Diana Kovaľová       |